# Grant Allen
Charles Grant Blairfindie Allen (24 de febrer de 1848 - 25 d'octubre de 1899) va ser un escriptor i novel·lista científic canadenc, educat a Anglaterra. Fou un promotor públic de l'evolució a la segona meitat del segle xix.

## Biografia

### Inicis i educació
Allen va néixer a l'illa de Wolfe, prop de Kingston, Canadà Oriental (conegut com a Ontario després de la Confederació). Va ser el segon fill de Catharine Ann Grant i el reverend Joseph Antisell Allen, un ministre protestant de Dublín, Irlanda. La seva mare era filla del cinquè baró de Longueuil. Allen es va educar a casa fins que, als 13 anys, ell i els seus pares es van traslladar als Estats Units, després a França i finalment al Regne Unit. Va estudiar a la King Edward's School de Birmingham i al Merton College d'Oxford.
Després de graduar-se, Allen va estudiar a França, va ensenyar al Brighton College entre 1870 i 1871, i a mitjans dels seus vint anys es va convertir en professor al Queen's College, un col·legi per a negres a Jamaica. Tot i ser fill d'un ministre, Allen es va convertir en ateu i socialista.

### Carrera d'escriptor
En abandonar la docència, el 1876 va tornar a Anglaterra, on va dedicar el seu talent a l'escriptura, guanyant-se fama pels seus assaigs sobre ciència i per les obres literàries. Un llibre de 2007 d'Oliver Sacks cita amb aprovació un dels primers articles d'Allen, "Note-Deafness" ("Sordesa a les notes musicals,”una descripció del que es va conèixer com amusia, publicat el 1878 a la revista erudita Mind ).
Els primers llibres d'Allen tractaven temes científics, i inclouen Physiological Æsthetics (1877) i Flowers and Their Pedigrees (1886). Va ser influenciat per primera vegada per la psicologia associacionista tal com van explicar Alexander Bain i Herbert Spencer. Spencer promovia especialment la transició de la psicologia associacionista cap al funcionalisme darwinià. En els nombrosos articles d'Allen sobre les flors i la percepció dels insectes, els arguments darwinians van substituir els antics termes spencerians, donant lloc a una visió radicalment nova de la vida vegetal que va influir en H. G. Wells i va ajudar a transformar la investigació botànica posterior.
A nivell personal, la llarga amistat que va començar quan Allen va conèixer Spencer al seu retorn de Jamaica es va tornar incòmoda amb els anys. Allen va escriure un article biogràfic crític i revelador sobre Spencer que es va publicar després de la mort de Spencer.
Després d'ajudar Sir WW Hunter amb el seu Gazetteer of India a principis de la dècada de 1880, Allen va centrar la seva atenció en la ficció i entre 1884 i 1899 va produir unes 30 novel·les. El 1895, el seu escandalós llibre titulat The Woman Who Did ('La dona que va fer', en una edició original il·lustrar a per Aubrey Beardsley), que promulgava certes opinions sorprenents sobre el matrimoni i qüestions relacionades, es va convertir en un èxit de vendes. El llibre explicava la història d'una dona independent que té un fill fora del matrimoni. Per la seva preocupació per aquests temes, Allen es va relacionar amb Thomas Hardy, la novel·la del qual Jude the Obscure (1895) es va publicar el mateix any que The Woman Who Did .
Durant la seva carrera, Allen va escriure dues novel·les sota pseudònims femenins. Una d'aquestes, la novel·la curta The Type-writer Girl ('La noia de la màquina d'escriure') que va escriure sota el nom d'Olive Pratt Rayner.
Un altre treball, The Evolution of the Idea of God ('L’evolució de la idea de Déu', 1897), proposa una teoria de la religió en línies heterodoxes comparable a la "teoria fantasma" d'Herbert Spencer. La teoria d'Allen es va fer ben coneguda i hi apareixen breus referències en una ressenya de Marcel Mauss, nebot de Durkheim, en els articles de William James i en les obres de Sigmund Freud. L'escriptor i polemista catòlic GK Chesterton va criticar la segons ell premissa defectuosa de la idea, argumentant que la idea de Déu va precedir les mitologies humanes, en lloc de desenvolupar-se a partir d'elles. Chesterton va dir del llibre d'Allen sobre l'evolució de la idea de Déu: "seria molt més interessant si Déu escrigués un llibre sobre l'evolució de la idea de Grant Allen".
Allen també es va convertir en un pioner de la ciència-ficció, amb la novel·la The British Barbarians (1895). Aquest llibre, publicat més o menys al mateix temps que The Time Machine ('La màquina del temps') de HG Wells, que va aparèixer entre gener i maig de 1895, i que inclou una menció d'Allen, també va descriure el viatge en el temps, però amb una trama molt diferent. El conte d'Allen The Thames Valley Catastrophe ('La catàstrofe de la vall del Tàmesis', publicat el desembre de 1897 a The Strand Magazine ) descriu la destrucció de Londres per una sobtada i massiva erupció volcànica.

### Vida personal
Allen es va casar dues vegades, primer amb Caroline Ann Bootheway (1846–1871) i després amb Ellen Jerrard (n. 1853) amb qui va tenir un fill, Jerrard Grant Allen (1878–1946), un agent/gerent de teatre que el 1913 es va casar amb l'actriu i cantant Violet Englefield i que van tenir un fill, Reginald "Reggie" Grant Allen (1910-1985).
El nebot de Grant Allen, Grant Richards, va ser un escriptor i editor que va fundar l'editorial Grant Richards. Allen va fomentar l'interès del seu nebot pels llibres i l'edició i el va ajudar a obtenir les seves primeres feines en el comerç del llibre. Més tard, Richards publicaria una sèrie de llibres escrits pel seu oncle, inclosos L'evolució de la idea de Déu i els de la sèrie de llibres Grant Allen's Historical Guides ('Les guies d'història de Grant Allen').
Les nebodes d'Allen per matrimoni, la novel·lista Netta Syrett i les artistes Mabel Syrett i Nellie Syrret van contribuir a The Yellow Book, una revista literària trimestral britànica que es va publicar a Londres entre 1894 i 1897, també il·lustrada per Aubrey Beardsley.
L'any 1893 Allen va marxar de Londres cap als turons al voltant del Devil's Punch Bowl, una formació geològica especial i un lloc biològic de particular interès científic situat just a l'est del poble de Hindhead, al comtat anglès de Surrey. Entusiasmat amb els avantatges del canvi d'escenari, va escriure: "Aquí dalt, als turons lliures, l'aire punyent bufa sobre nosaltres, límpid i clar des de mil llegües d'oceà obert; allà baix, a la ciutat estancada, s'estanca i fermenta".

### Mort i publicació pòstuma
Grant Allen va morir de càncer de fetge a la seva casa de Hindhead, el 25 d'octubre de 1899. Va morir abans d'acabar Hilda Wade. L'episodi final de la novel·la, que va dictar al seu amic, metge i veí Sir Arthur Conan Doyle des del seu llit, va aparèixer amb l'escaient títol The Episode of the Dead Man Who Spoke ('L'episodi de l'home mort que parlava') a la revista Strand Magazine l'any 1900.

## Grant Allen en català
A la Setmana del Llibre en Català 2023 (08-17 setembre 2023), l'Editorial Clandestina va presentar la traducció al català de An African Millionaire ('Un milionari africà'), en versió de Teresa Solana.

## Llegat
Moltes històries de la novel·la detectivesca mencionen Allen com a innovador. L'iI·lustre Coronel Clay és un precursor d'altres personatges gentleman canalles; notablement té una gran semblança amb Arsène Lupin de Maurice Leblanc, presentada uns anys més tard, i tant Les aventures de la senyoreta Cayley com Hilda Wade tenen com a protagonistes les primeres dones detectives.
The Scene of the Crime Festival, un festival anual que homenatja Allen i celebra la ficció de misteri canadenca, té lloc anualment a l'illa de Wolfe, Ontario, prop de Kingston, el lloc del seu naixement.
Un arc metàl·lic en commemoració d'Allen, va ser dissenyat per Lucy Quinnell i instal·lat a l'entrada d'Allen Court a Dorking, Surrey el 2013.

## Cites
"What a misfortune it is that we should thus be compelled to let our boys' schooling interfere with their education!"
"Quina desgràcia que ens veiem obligats a deixar que l'escolarització dels nostres nois interfereixi amb la seva educació!"

## Bibliografia parcial

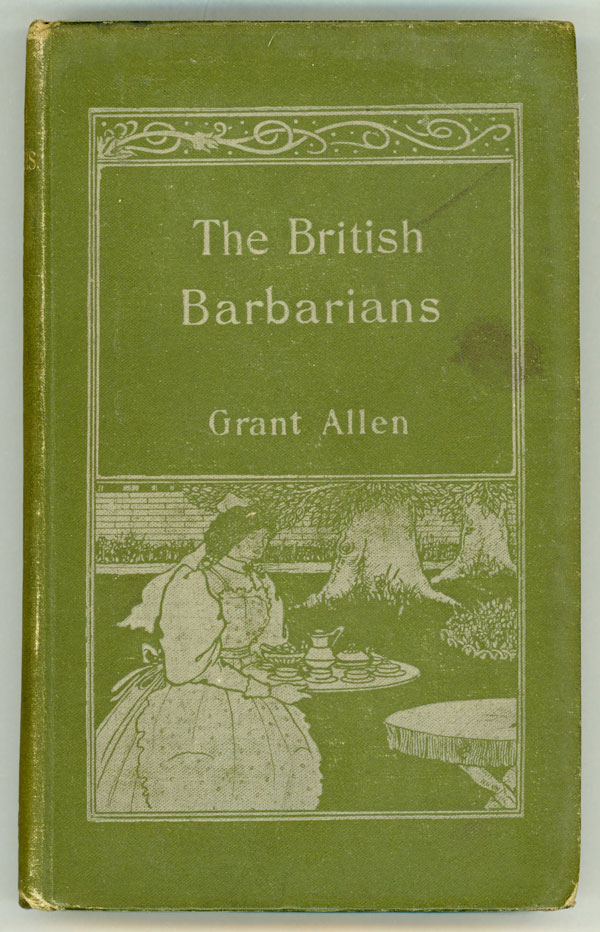
The British Barbarians ('Els bàrbars britànics', 1895)